# 4222 Nancita
4222 Nancita је астероид главног астероидног појаса са пречником од приближно 8,47 .
Афел астероида је на удаљености од 3,065 астрономских јединица (АЈ) од Сунца, а перихел на 1,670 АЈ.
Ексцентрицитет орбите износи 0,294, инклинација (нагиб) орбите у односу на раван еклиптике 3,739 степени, а орбитални период износи 1330,996 дана (3,644 године).
Апсолутна магнитуда астероида је 12,40 а геометријски албедо 0,270.
Астероид је откривен 13. марта 1988. године.